# Chutes de Bamena
Les chutes de Bamena sont situées à Bangweu, à 5 kilomètres du centre de Bamena, village du département du Ndé dans l'ouest du Cameroun.

### Galerie

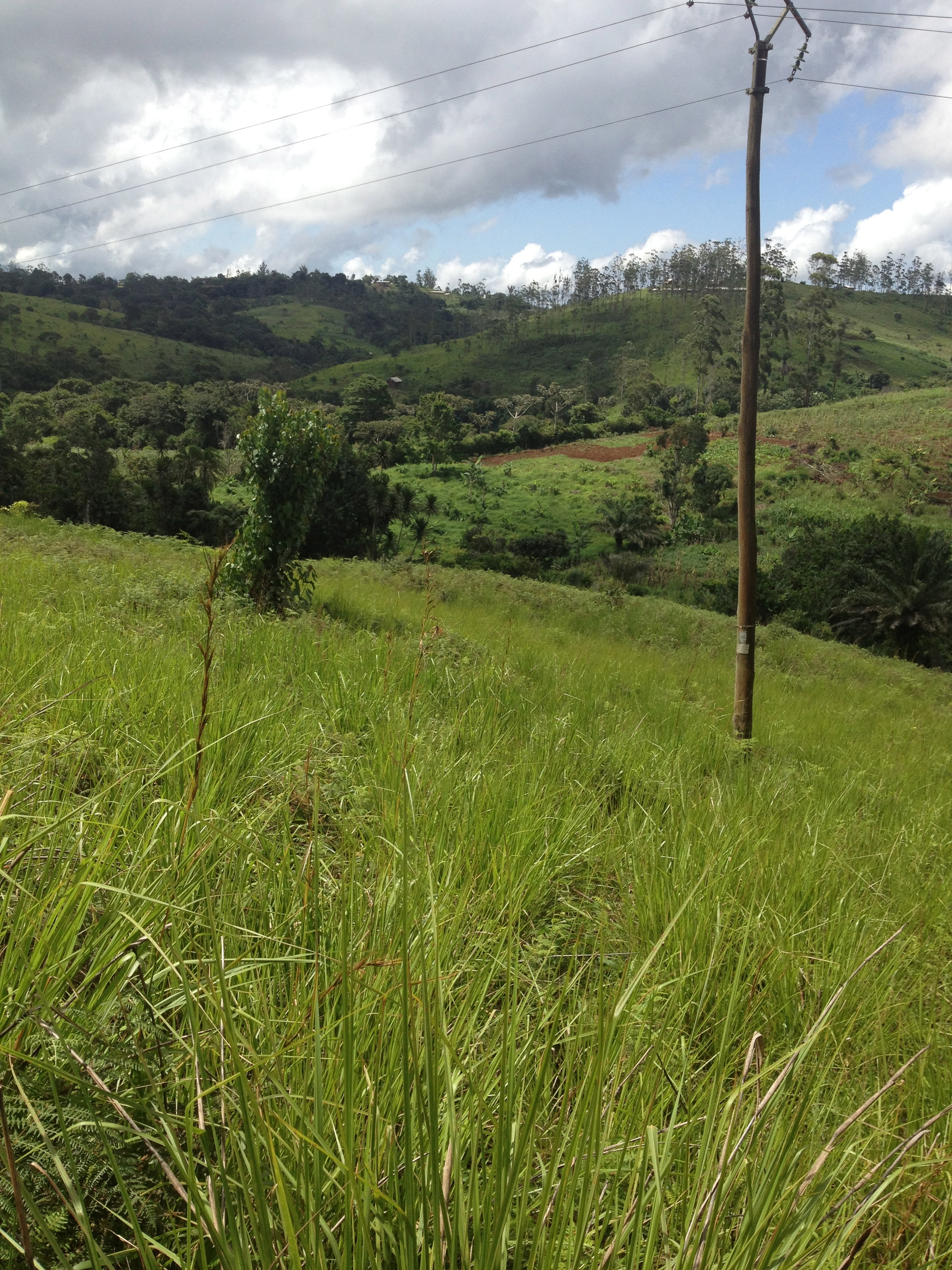
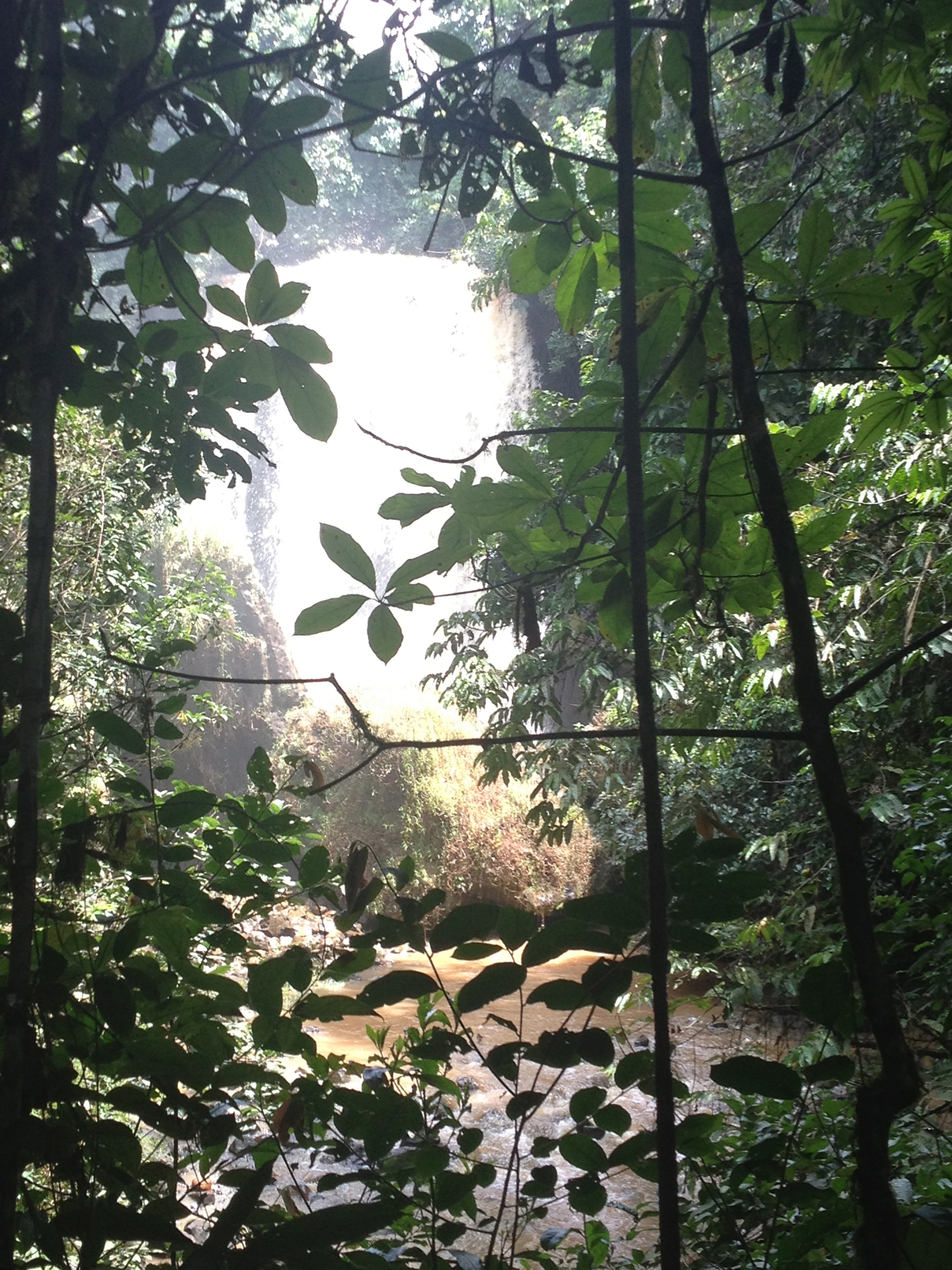
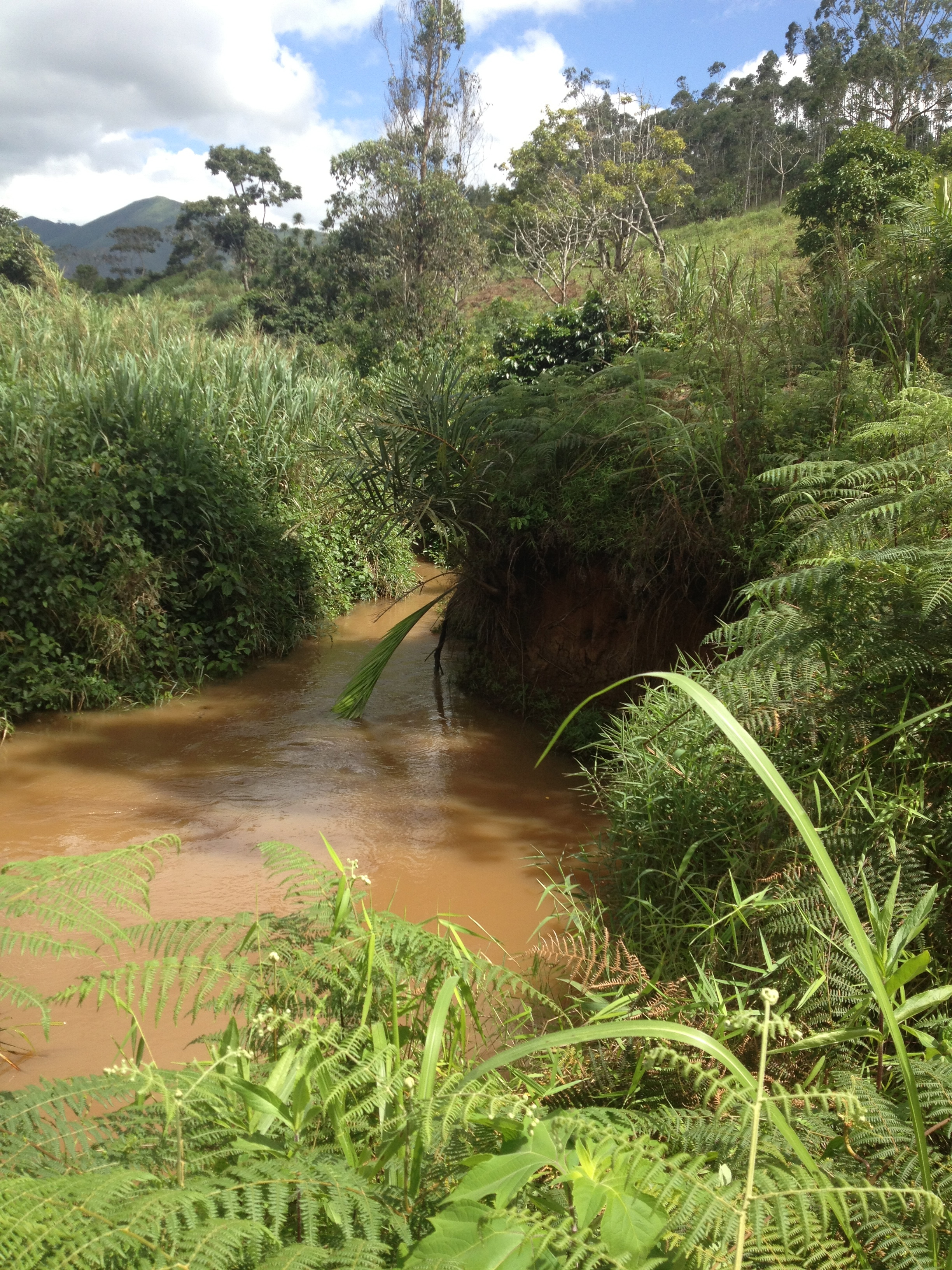

## Description
C'est un lieu de sacrifices. Au sol, sous la chute à droite, il y a des restes d'objets de sacrifices (sel, huile de palme et même repas).

### Géographie
Les chutes de Bamena sont l’une des attractions touristiques non exploitées de Bamena. Elles se trouvent au quartier Mbang Ngweuh.

### Phénomènes liés
Le lieu abrite des activités sacrées de la chefferie.

## Activités

### Tourisme
La piste qui longe le quartier Mbangweuh de Bamena en direction de Balengou, longue de 4 km, traverse l'embranchement vers Nkassang. Nkassang est aussi limitrophe de Balengou. A quelques centaines de mètres, sous la colline côté gauche, se trouve la rivière qui mène vers chute. Quelques champs de cultures vivrières et de café séparent la piste de la chute d'accès difficile; dangereux quand il pleut. On entend les bruits de la chute en saison des pluies.
Le son de la cascade est assez impressionnant. De nombreuses fourmis piquantes et des moustiques pullulent. Préférer la saison des pluies - de septembre à novembre - pour voir les chutes au maximum de leur débit. Pour réaliser de superbes photos, l'éclairage est meilleur en début d'après midi.